# Alien Hunt - Attacco alla Terra
Alien Hunt - Attacco alla Terra (Alien Agent) é un film canadese-statunitense del 2007 diretto da Jesse V. Johnson.

## Trama
Un guerriero di nome Rykker si trova a dover difendere la Terra e i terrestri invasa da un gruppo di agenti alieni, tra i terrestri c'è anche l'adolescente Julie, la cui famiglia è stata massacrata dagli invasori, e insieme cercano di distruggere il portale e di evitare l'invasione comandata dal crudele Saylon.